# فرودگاه وینیارد
فرودگاه وینیارد  (به انگلیسی: Vineyard Airport)  یک فرودگاه خصوصی   است که یک باند فرود چمن دارد و طول باند آن ۵۴۸ متر است. این فرودگاه در  کشور ایالات متحده آمریکا قرار دارد و در ارتفاع ۵۷ متری از سطح دریا واقع شده است.